# Estación Collilelfu
Collilelfu es una antigua estación ferroviaria ubicada en la ciudad de Los Lagos, Región de Los Ríos, Chile. Inaugurada en 1907, fue declarada Monumento Nacional de Chile, en la categoría de Monumento Histórico, mediante el Decreto n.º 333, del 6 de junio de 2013.

## Historia
Fue inaugurada en 1907 por el presidente Pedro Montt como parte del ramal Los Lagos-Riñihue, que permitía conectar a la ciudad de Valdivia, y a la red troncal del ferrocarril, los lagos Riñihue, Ranco y Calafquén.

## Descripción
Construida en madera, con pilares de madera de roble y revestimientos y terminaciones en madera de laurel, raulí y lingue, presenta dos torres unidas por un eje de circulación transversal y un corredor en la fachada norte para la recepción de pasajeros.
La estación responde a la tipología representativa de la técnica de construcción en madera del sur de Chile.